# Chapelle Saint-Marc d'Épertully

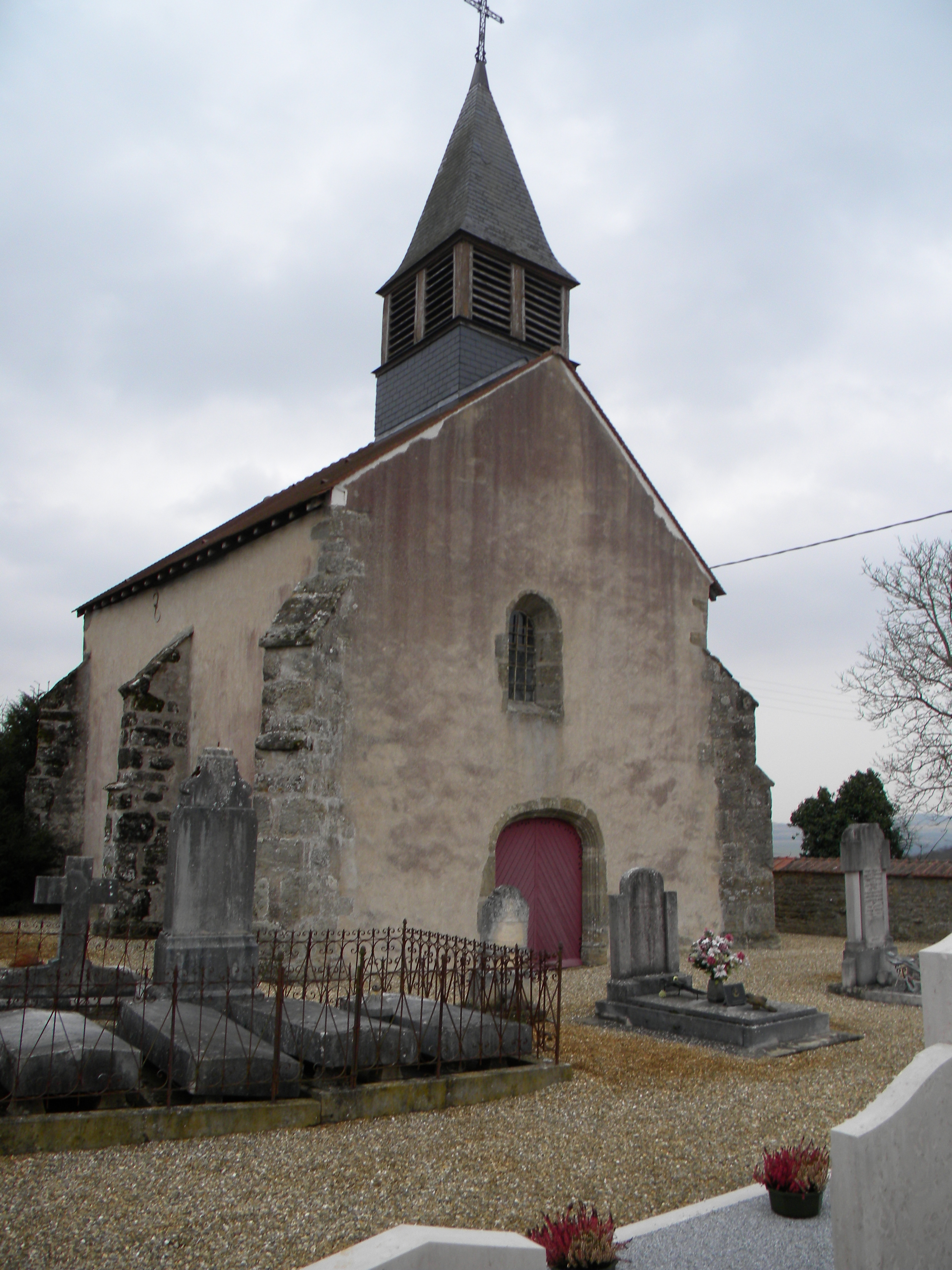
chapelle Saint-Marc

La chapelle Saint-Marc est située sur le territoire de la commune française d'Épertully, en Saône-et-Loire.
Cette chapelle, seul édifice religieux de la commune, présente la particularité de se situer au centre du cimetière et de servir d’église au village.

## Description
L'édifice consiste en une modeste église rurale, aux murs de pierres enduits, avec des contreforts obliques et ressautés qui épaulent les angles de la construction (deux contreforts droits à talus ressautés sont de plus placés à la section des deux travées primitives). Sa nef et le chœur sont couverts de tuiles plates.
Sa base est romane mais elle a subi plusieurs modifications au cours des siècles et présente actuellement un aspect général fin XVe ou début XVIe siècle, avec un clocheton de façade typiquement du XIXe siècle (couvert d’ardoises, flèche et mandelet, il a été édifié en 1848, sachant que la cloche était placée à l’origine sur la pointe du pignon médiéval soutenue par deux pierres de taille de 90 cm de hauteur environ). La cloche actuelle date de 1849.
Dans cette église, on peut voir le témoignage touchant d’une mère ayant offert à son église une chaise à l’assise brodée portant une plaque émaillée « Une mère en souvenir de ses fils morts pour la Patrie. Priez pour eux », rare objet inscrit le 3 septembre 2018.

## Mobilier
Le sanctuaire est clos par une table de communion constituée de balustre en bois, contenant un maitre-autel en bois de forme trapézoïdale.
L’église renferme plusieurs statues anciennes : 
- la statue de saint Sébastien située dans le chœur à droite, en bois polychrome, d’un mètre environ, qui date du XVIe siècle ;
- la statue de saint Marc, patron de la chapelle, située dans le chœur à gauche (mur du fond), en bois polychrome, qui date aussi du XVIe siècle (le saint est représenté assis, écrivant sur un phylactère, ayant à son côté gauche une curieuse amphore d’où s’échappent des flammes) ;
- une statue de Notre-Dame à l’Enfant, du XVIIIe siècle, baroque en bois peint, placée au-dessus de l’autel de la Vierge, dans une niche de type toscan, posée sur un socle en saillie, au fond à gauche de la nef.